# Agência de Informação de Moçambique
A Agência de Informação de Moçambique (AIM) é uma agência noticiosa moçambicana, cuja sede está situada em Maputo.

## História
A agência foi constituída em 1975 pela portaria 119/75 de 22 de Novembro, após a Independência de Moçambique. Entre os seus antigos diretores e colaboradores encontram-se o jornalista moçambicano Carlos Cardoso e os escritores Mia Couto e Luís Carlos Patraquim. A agência é membro da Aliança das Agências de Informação de Língua Portuguesa.